# بورگاون (بوتان)
بورگاون (به لاتین: Bhurgaon) یک منطقهٔ مسکونی در بوتان (کشور) است که در Sarpang District واقع شده‌است.